# Leopold Lichtenberg
 (novembre 2021).
Si vous disposez d'ouvrages ou d'articles de référence ou si vous connaissez des sites web de qualité traitant du thème abordé ici, merci de compléter l'article en donnant les références utiles à sa vérifiabilité et en les liant à la section « Notes et références ».
Leopold Lichtenberg (San Francisco, 22 novembre 1861 – Brooklyn, 16 mai 1935) est violoniste américain.

## Biographie
Leopold Lichtenberg est né à San Francisco dans une famille Juive. Il étudie avec Beaujardin[Qui ?] et fait sa première apparition en concert à l'âge de huit ans[réf. nécessaire]. À douze ans, il est demandé par Henryk Wieniawski, alors qu'il effectue une tournée en Californie, pour devenir son élève. Il accompagne Wieniawski sur une tournée à travers les États-Unis. Peu de temps après, il a passe six mois à Paris et travaille avec Lambert[Qui ?], et puis rejoignit Wieniawski au Conservatoire de Bruxelles, où il étudie sans relâche trois années de suite. Il remporte un prix lors d'un concours national organisé à Bruxelles, il fait une tournée triomphale à travers les Pays-Bas.
À son retour en Amérique, il joue dans l'orchestre de Theodore Thomas à New York et donne plusieurs récitals dans d'autres villes du pays. Après trois nouvelles années passées en l'Europe, Leopold Lichtenberg donne une autre série de concerts en Amérique : il s'installe quelque temps à Boston, dans le Massachusetts, en tant que membre de l'Orchestre symphonique de Boston. Il se rend ensuite à New York, pour prendre en charge le département de violon du Conservatoire national. Sa technique fine et sa belle sonorité lui ont donné droit à un rang élevé parmi les violonistes.
Avec le pianiste Adèle Margulies et le violoncelliste Léon Schulz, il forme le Trio Margulies, qui est devenu l'un des plus grands de la musique de chambre organisations des États-Unis. Leopold Lichtenberg meurt à Brooklyn, New York, en 1935.